# Godwins lov
Godwins lov er et anti-mem formuleret af den amerikanske advokat og forfatter Mike Godwin i 1990, som beskriver en lovmæssighed i internetdiskussioner. Ved introduktionen til online-miljøet i 1990 var Mike Godwins observans første gang det voksende digitale fællesskab blev præsenteret for en bevidst modarbejdning af en information i ukontrolleret omløb.
Mike Godwin havde observeret, at et insisterende mem - en informationsvirus - havde inficeret debatterne i mange nyhedsgrupper på Usenet: Mange debatter nåede uvægerligt et punkt, hvor en eller anden sammenlignede nogen eller noget med Hitler eller nazister, hvilket altid endte med at blive betragtet som afslutningen på debatten, og at pågældende debattør blev set som debattens taber.
Han var træt af at se dette mem (sammenligningen) dukke op som en retorisk hammer til at nedgøre eller afspore en diskussion med - og frygtede at en ukritisk ligestilling af nazistisk Endlösung med debatdeltageres ubetydelige fejl, eller med offentlige politik, ville forvanske den egentlige betydning af Holocaust. Som et eksperiment tilstræbte han derfor udformningen af et "anti-mem" - en informations-vaccination mod brugen af nazi-sammenligninger.
Anti-memet "Godwins Lov om Nazi-analogier" siger: "(efterhånden) Som længden på en online-diskussion vokser, vil sandsynligheden for en sammenligning med Hitler eller nazisme nærme sig 100 %.". (As an online discussion grows longer, the probability of a comparison involving Nazis or Hitler approaches one.)
'Anti-memet' begyndte at cirkulere i online-fora, og langsomt døde overforekomsten af nazi-sammenligninger ud. Godwins observerede lovmæssighed muterede over lang tid til det punkt, hvor én, der ikke kendte ham, citerede hans anti-mem for ham som: "Godwins Lov? Er det ikke den, der siger, at når nogen smider nazi-kortet, er diskussionens brugbarhed udtømt?"
Denne mutation af den oprindelige formulering betragtede Mike Godwin som, at hans modangreb på nazi-memet var lykkedes. Hvilket siden har fået ham til at tale for etisk forsvarlig memetisk udformning (memetic engineering), idet han mener at ansvaret for at udrydde negative og destruktive informationsvira påhviler den enkelte.